# Goniastrea pectinata
Goniastrea pectinata är en korallart som först beskrevs av Ehrenberg 1834.  Goniastrea pectinata ingår i släktet Goniastrea och familjen Faviidae. IUCN kategoriserar arten globalt som livskraftig. Inga underarter finns listade i Catalogue of Life.